# Sam Querrey
Sam Austin Querrey (* 7. Oktober 1987 in San Francisco, Kalifornien) ist ein ehemaliger US-amerikanischer Tennisspieler.

## Karriere
Er spielte 2006 seine erste Profisaison, in der er die drei Challenger-Turniere in Yuba City, Winnetka und Lubbock gewann.
2007 zog er bei den Australian Open in die dritte Runde ein, in der er Tommy Robredo in vier Sätzen unterlag. Außerdem erreichte Querrey bei dem ATP-Turnier in Indianapolis das Halbfinale, bei dem er bei seinem Sieg gegen James Blake den Rekord von zehn Assen in Folge aufstellte. Daneben kam er beim Mastersturnier in Cincinnati bis ins Viertelfinale.
2008 schaffte Querrey es bei den Australian Open wiederum in die dritte Runde und erreichte beim ATP-Turnier in Delray Beach das Halbfinale. Im März gelang ihm bei den Tennis Channel Open in Las Vegas gegen den Südafrikaner Kevin Anderson sein erster ATP-Turniererfolg. Im Juli 2009 erreichte er das Finale in Indianapolis, wo er seinem Landsmann Robby Ginepri unterlag. Das darauffolgende Turnier in Los Angeles gewann er gegen den Australier Carsten Ball mit 6:4, 3:6 und 6:1. Nach diesem Erfolg rückte Querrey auf Platz 26 in der Tennisweltrangliste vor, seine bis dahin beste Platzierung.
Im Februar 2010 gewann er in Memphis seinen dritten Titel auf der ATP World Tour. Er besiegte im Finale seinen Landsmann John Isner in drei Sätzen mit 6:73, 7:65 und 6:3.
Auch im Doppel gewann er das Turnier überraschenderweise gemeinsam mit seinem Einzelfinalgegner John Isner. Die Saison verlief für Querrey weiterhin sehr erfolgreich: im April erreichte er in Houston das Finale, wo er am Argentinier Juan Ignacio Chela scheiterte; im Mai dann konnte er in Belgrad sein erstes Sandplatzturnier gewinnen; im Finale besiegte er dabei – wie in Memphis – seinen Landsmann John Isner mit 3:6, 7:64, 6:4. Den dritten Titel der Saison errang Querrey dann im Juni beim Turnier im Londoner Queen’s Club, dies war gleichzeitig sein erster Titel auf Rasen. Auch hier konnte er sich in einem rein amerikanischen Finale durchsetzen, diesmal gegen Mardy Fish, den er mit 7:63 und 7:5 besiegte. In Wimbledon erreichte Querrey das Achtelfinale, wo er sich dem Briten Andy Murray in drei Sätzen geschlagen geben musste. Doch schon einen Monat später konnte er sich revanchieren und den topgesetzten Briten im Finale des Turniers in Los Angeles besiegen; diese Titelverteidigung aus dem Vorjahr war Querreys vierter Titel der Saison. Bei den US Open schied er als letzter Amerikaner im Achtelfinale aus, der Schweizer Stanislas Wawrinka besiegte ihn in einem sehr knappen und hart umkämpften Fünfsatzspiel. Danach konnte er nicht mehr zu seiner Form finden und gewann bis zum Saisonende nur eines von sechs Matches. Dennoch war 2010 Querreys erfolgreichstes Jahr seiner Karriere, er beendete die Saison auf Position 18 mit einem Rekordhoch und mit vier gewonnenen Titeln war Querrey nach Rafael Nadal (sieben Titel) und Roger Federer (fünf Titel) der dritterfolgreichste Spieler auf der ATP Tour.
Der schlechte Trend vom Saisonende setzte sich auch zu Beginn der Saison 2011 weiter fort: in Sydney, Melbourne und San José erlitt er jeweils Auftaktniederlagen gegen Spieler, die in der Weltrangliste wesentlich schlechter platziert sind. In Memphis erreichte er zwar das Viertelfinale, verlor aber als Titelverteidiger wichtige Punkte. Diese Serie von Erst- und Zweitrundenniederlagen setzte sich – mit Ausnahme des Turniers in Indian Wells, bei dem Querrey das Achtelfinale erreichte – bis in die Sandplatzsaison fort. Im Doppel verlief die Saison zufriedenstellender: in Houston erreichte Querrey gemeinsam mit John Isner das Finale, wo sie aber an den Bryan-Brüdern scheiterten. Beim Masters-Turnier in Rom konnten sich die beiden kampflos sogar den Titel holen. Das Finale gegen Mardy Fish und Andy Roddick konnte wegen einer Schulterverletzung Roddicks nicht ausgetragen werden. Schon beim Turnier im Londoner Queen’s Club, wo er als Titelverteidiger im Achtelfinale gegen James Ward ausschied, bemerkte er Probleme in den Armen und unterzog sich einer Ellbogenoperation. Diese Operation zwang ihn, alle Turnier im Sommer ausfallen zu lassen; erst Mitte September begann Querrey wieder Tennis zu spielen, allerdings nur auf Challenger-Ebene – er erreichte bei zwei Turnieren dieser Kategorie das Finale, scheiterte aber beide Male an Ivo Karlović. Diese lange Pause machte sich auch im Ranking bemerkbar: während er im Juni noch in den Top 30 verweilte, befand er sich im Oktober um Position 120. Im November spielte er in Valencia erstmals wieder auf ATP-Ebene und erreichte dort sogar das Viertelfinale, nachdem er zuvor den Top-10-Spieler Jo-Wilfried Tsonga besiegte. Durch die dabei gewonnenen Punkte konnte er die Saison mit Platz 93 noch innerhalb der Top 100 beenden.
In der Saison 2012 fand Querrey allmählich zu seiner Form zurück. Zu Beginn der Saison gelangte Querrey selten über die zweite Runde hinaus, konnte aber ab Frühling und Frühsommer wieder erste Erfolge feiern: in Houston gewann er an der Seite von James Blake das Turnier; im Londoner Queen’s Club erreichte er seit langem wieder das Halbfinale eines ATP-Turniers. Nach einer Drittrundenniederlage gegen Marin Čilić in Wimbledon verbesserte sich während der amerikanischen Hartplatzsaison seine Form spürbar. In Los Angeles konnte er nach zwei Jahren erstmals wieder einen Turniersieg feiern, seinen dritten in Los Angeles; in Washington, D.C. erreichte er das Halbfinale, beim Mastersturnier in Toronto das Achtelfinale. Dank dieser Erfolge konnte Querrey nach über einem Jahr wieder in die Top 30 vordringen. Nach den US Open, wo er in der dritten Runde scheiterte, erreichte er beim Masters-Turnier in Paris den größten Erfolg der Saison: er schlug überraschend den Weltranglistenzweiten Novak Đoković und drang bis ins Viertelfinale vor, wo er am Lokalmatador Michaël Llodra scheiterte. Die Saison beendete er auf Platz 22, damit nach zwei Jahren wieder innerhalb der Top 30.
Im ersten Turnier, an dem Querrey 2013 teilnahm, in Auckland erreichte er direkt das Halbfinale, bei dem ihn Philipp Kohlschreiber besiegte. In der nachfolgenden Woche musste er sich bei den Australian Open in der dritten Runde Stan Wawrinka geschlagen geben. Beim nächsten Turnier in San José unterlag er im Halbfinale den späteren Turniersieger Milos Raonic. In der Folge schied er bei vielen Turnieren im Achterfinale aus. Bei den French Open verlor er seine Drittrundenbegegnung gegen Gilles Simon, in Wimbledon unterlag er als an Position 21 gesetzter Spieler sein Auftaktmatch gegen Bernard Tomic. Beim Vorbereitungsturnier zu den US Open in Winston-Salem musste Querrey sich in der Vorschlussrunde Jürgen Melzer geschlagen geben. Bei den US Open verlor er in der zweiten Runde gegen Adrian Mannarino.
Bei den Australian Open 2014 erreichte Querrey die dritte Runde, diese Begegnung gewann Fabio Fognini gegen ihn. Bis zum ATP-Turnier in Houston hatte Querrey einige Erst- und Zweitrundenniederlagen zu verzeichnen und fiel auf den 82. Platz der Weltrangliste zurück. In Houston erreichte er sein erstes Halbfinale dieser Saison, in dem er sich Nicolás Almagro geschlagen geben musste. Seine zweite Halbfinalniederlage hatte er in Eastbourne gegen Feliciano López, die dritte gegen Jerzy Janowicz in Winston-Salem. Bei den US Open unterlag er in der dritten Runde dem an Position 1 gesetzten Novak Đoković. Zum Abschluss der Saison konnte Querrey dreimal in Folge finale Matches bei Challenger-Turnieren in Kalifornien für sich entscheiden, in Napa gegen Tim Smyczek, in Sacramento gegen Stefan Kozlov und in Tiburon gegen John Millman. So beendete Querrey die Saison wieder in den Top 40.
Die Saison 2015 startete mit drei Erstrundenniederlagen in Australien. In Memphis konnte sich Querrey bis ins Halbfinale spielen, in dem er an dem späteren Turniersieger Kei Nishikori scheiterte. In Houston erreichte er das Finale und verlor dort gegen seinen Landsmann Jack Sock. Im Finale von Nottingham besiegte ihn Denis Istomin. Im weiteren Saisonverlauf konnte Querrey bei keinem Turnier der ATP World Tour mehr als ein Match gewinnen.
Wie im Vorjahr verlor Querrey 2016 seine Halbfinalpartie beim Turnier in Memphis gegen Kei Nishikori. Eine Woche später gewann er das Turnier in Delray Beach gegen Rajeev Ram. Im darauf folgenden Turnier in Acapulco unterlag er im Halbfinale Dominic Thiem. In ’s-Hertogenbosch verlor er im Halbfinale gegen Nicolas Mahut. In Wimbledon schlug er 2016 in der dritten Runde erneut den Weltranglistenersten Novak Đoković, der zuvor bei sechs Grand-Slam-Turnieren in Folge im Finale gestanden hatte. Nach einem weiteren Erfolg gegen Nicolas Mahut musste dich Querrey im Viertelfinale Milos Raonic geschlagen geben. In der weiteren Saison folgten einige Erst-, Zweit- und Drittrundenniederlagen.
Querrey unterlag bei den Australian Open 2017 in der dritten Runde dem Weltranglistenersten Andy Murray. Das Turnier von Acapulco konnte Querrey gewinnen, sein Finalgegner war Rafael Nadal. In Wimbledon erreichte er sein bis dahin bestes Ergebnis bei einem Grand Slam. Auf dem Weg zum Halbfinale schlug er unter anderem den Weltranglistenersten Andy Murray. Im Halbfinale wurde er von Marin Čilić besiegt. Beim nächsten Turnier in Los Cabos konnte er sich im Finale in drei Sätzen gegen Thanasi Kokkinakis durchsetzen. Bei den US Open erreichte Querrey das Viertelfinale, bei dem er Kevin Anderson in vier Sätzen mit drei Tiebreaks unterlag. Für das Team Welt nahm er am Laver Cup teil, konnte jedoch keine seiner Partien für sich entscheiden. Die Saison beendete Querrey auf Platz 13 der Weltrangliste, seiner bis dahin höchsten Platzierung.
Bei den New York Open spielte sich Querrey im Februar 2018 bis ins Finale, das Kevin Anderson gegen ihn gewann. Nach dem Turnier erreichte mit dem 11. Rang seine beste Position in der Weltrangliste. Im Viertelfinale des Masters von Indian Wells erlitt er eine Niederlage gegen Milos Raonic. Wegen vieler Niederlagen in ersten und zweiten Runden fiel er bis zum Jahresende aus den Top 50.
Wie im Vorjahr erreichte Querrey 2019 das Halbfinale in New York, in dem er von Brayden Schnur geschlagen wurde. In Houston verlor er das Halbfinale gegen den Turniersieger Cristian Garín. Beim nächsten Turnier in Eastbourne erreichte er wieder das Finale und wurde von Taylor Fritz besiegt. Beim Grand-Slam-Turnier von Wimbledon erreichte Querrey das Viertelfinale, dort unterlag er Rafael Nadal. Er konnte sich wieder in den Top 50 etablieren.
Bevor es 2020 zur Aussetzung der Saison aufgrund der COVID-19-Pandemie kam, erreichte Querrey die dritte Runde der Australian Open. In dieser unterlag er Tennys Sandgren. Nach der Tourunterbrechung unterlag er bei den US Open Andrei Kusnezow in der Auftaktpartie.
Nach einer Erstrunden-Niederlage bei den US Open 2022 gegen Ilja Iwaschka beendete Querrey seine Karriere.

## Erfolge
| Legende (Anzahl der Siege)                           |
| Grand Slam                                           |
| Tennis Masters Cup ATP World Tour Finals             |
| ATP Masters Series ATP World Tour Masters 1000 (1)   |
| ATP International Series Gold ATP World Tour 500 (3) |
| ATP International Series ATP World Tour 250 (11)     |
| ATP Challenger Tour (7)                              |

| Titel nach Belag |
| Hartplatz (10)   |
| Sand (4)         |
| Rasen (1)        |

### Einzel

#### Turniersiege

##### ATP World Tour
| Nr. | Datum            | Turnier         | Belag         | Finalgegner        | Ergebnis        |
| --- | ---------------- | --------------- | ------------- | ------------------ | --------------- |
| 1.  | 9. März 2008     | Las Vegas       | Hartplatz     | Kevin Anderson     | 4:6, 6:3, 6:4   |
| 2.  | 2. August 2009   | Los Angeles (1) | Hartplatz     | Carsten Ball       | 6:4, 3:6, 6:1   |
| 3.  | 21. Februar 2010 | Memphis         | Hartplatz (i) | John Isner         | 6:73, 7:65, 6:3 |
| 4.  | 9. Mai 2010      | Belgrad         | Sand          | John Isner         | 3:6, 7:64, 6:4  |
| 5.  | 13. Juni 2010    | Queen’s Club    | Rasen         | Mardy Fish         | 7:63, 7:5       |
| 6.  | 1. August 2010   | Los Angeles (2) | Hartplatz     | Andy Murray        | 5:7, 7:62, 6:3  |
| 7.  | 29. Juli 2012    | Los Angeles (3) | Hartplatz     | Ričardas Berankis  | 6:0, 6:2        |
| 8.  | 21. Februar 2016 | Delray Beach    | Hartplatz     | Rajeev Ram         | 6:4, 7:66       |
| 9.  | 4. März 2017     | Acapulco        | Hartplatz     | Rafael Nadal       | 6:3, 7:63       |
| 10. | 6. August 2017   | Los Cabos       | Hartplatz     | Thanasi Kokkinakis | 6:3, 3:6, 6:2   |

##### ATP Challenger Tour
| Nr. | Datum              | Turnier    | Belag     | Finalgegner     | Ergebnis       |
| --- | ------------------ | ---------- | --------- | --------------- | -------------- |
| 1.  | 11. Juni 2006      | Yuba City  | Hartplatz | Sam Warburg     | 7:66, 6:1      |
| 2.  | 9. Juli 2006       | Winnetka   | Hartplatz | Andrea Stoppini | 6:2, 6:3       |
| 3.  | 24. September 2006 | Lubbock    | Hartplatz | Noam Okun       | 6:1, 6:4       |
| 4.  | 22. April 2012     | Sarasota   | Sand      | Paolo Lorenzi   | 6:1, 6:73, 6:3 |
| 5.  | 28. September 2014 | Napa       | Hartplatz | Tim Smyczek     | 6:3, 6:1       |
| 6.  | 5. Oktober 2014    | Sacramento | Hartplatz | Stefan Kozlov   | 6:3, 6:4       |
| 7.  | 12. Oktober 2014   | Tiburon    | Hartplatz | John Millman    | 6:4, 6:2       |

#### Finalteilnahmen
| Nr. | Datum            | Turnier       | Belag         | Finalgegner           | Ergebnis       |
| --- | ---------------- | ------------- | ------------- | --------------------- | -------------- |
| 1.  | 18. Januar 2009  | Auckland      | Hartplatz     | Juan Martín del Potro | 4:6, 4:6       |
| 2.  | 12. Juli 2009    | Newport       | Rasen         | Rajeev Ram            | 7:63, 5:7, 3:6 |
| 3.  | 26. Juli 2009    | Indianapolis  | Hartplatz     | Robby Ginepri         | 2:6, 4:6       |
| 4.  | 29. August 2009  | New Haven     | Hartplatz     | Fernando Verdasco     | 4:6, 6:76      |
| 5.  | 11. April 2010   | Houston (1)   | Sand          | Juan Ignacio Chela    | 7:5, 4:6, 3:6  |
| 6.  | 12. April 2015   | Houston (2)   | Sand          | Jack Sock             | 6:79, 6:72     |
| 7.  | 27. Juni 2015    | Nottingham    | Rasen         | Denis Istomin         | 6:71, 6:76     |
| 8.  | 18. Februar 2018 | New York City | Hartplatz (i) | Kevin Anderson        | 6:4, 3:6, 6:71 |
| 9.  | 29. Juni 2019    | Eastbourne    | Rasen         | Taylor Fritz          | 3:6, 4:6       |
| 10. | 26. Juni 2021    | Mallorca      | Rasen         | Daniil Medwedew       | 4:6, 2:6       |

### Doppel

#### Turniersiege
| Nr. | Datum            | Turnier  | Belag         | Partner       | Finalgegner                      | Ergebnis   |
| --- | ---------------- | -------- | ------------- | ------------- | -------------------------------- | ---------- |
| 1.  | 14. Februar 2010 | San José | Hartplatz (i) | Mardy Fish    | Benjamin Becker Leonardo Mayer   | 7:63, 7:5  |
| 2.  | 21. Februar 2010 | Memphis  | Hartplatz (i) | John Isner    | Ross Hutchins Jordan Kerr        | 6:4, 6:4   |
| 3.  | 15. Mai 2011     | Rom      | Sand          | John Isner    | Mardy Fish Andy Roddick          | kampflos   |
| 4.  | 15. April 2012   | Houston  | Sand          | James Blake   | Treat Conrad Huey Dominic Inglot | 7:614, 6:4 |
| 5.  | 21. Mai 2016     | Genf     | Sand          | Steve Johnson | Raven Klaasen Rajeev Ram         | 6:4, 6:1   |

#### Finalteilnahmen
| Nr. | Datum            | Turnier         | Belag         | Partner           | Finalgegner                           | Ergebnis           |
| --- | ---------------- | --------------- | ------------- | ----------------- | ------------------------------------- | ------------------ |
| 1.  | 2. Mai 2010      | Rom             | Sand          | John Isner        | Bob Bryan Mike Bryan                  | 2:6, 3:6           |
| 2.  | 10. April 2011   | Houston         | Sand          | John Isner        | Bob Bryan Mike Bryan                  | 7:64, 2:6, [5:10]  |
| 3.  | 17. März 2012    | Indian Wells    | Hartplatz     | John Isner        | Marc López Rafael Nadal               | 2:6, 6:73          |
| 4.  | 5. August 2012   | Washington D.C. | Hartplatz     | Kevin Anderson    | Treat Huey Dominic Inglot             | 6:77, 7:69, [5:10] |
| 5.  | 27. Juli 2014    | Atlanta         | Hartplatz     | Steve Johnson     | Vasek Pospisil Jack Sock              | 3:6, 7:5, [5:10]   |
| 6.  | 14. Februar 2016 | Memphis         | Hartplatz (i) | Steve Johnson     | Mariusz Fyrstenberg Santiago González | 4:6, 4:6           |
| 7.  | 8. Januar 2017   | Brisbane        | Hartplatz     | Gilles Müller     | Thanasi Kokkinakis Jordan Thompson    | 6:77, 4:6          |
| 8.  | 29. Oktober 2017 | Wien            | Hartplatz (i) | Marcelo Demoliner | Rohan Bopanna Pablo Cuevas            | 6:77, 7:64, [9:11] |

## Abschneiden bei Grand-Slam-Turnieren

### Einzel
| Turnier         | 2005 | 2006 | 2007 | 2008 | 2009 | 2010 | 2011 | 2012 | 2013 | 2014 | 2015 | 2016 | 2017 | 2018 | 2019 | 2020 | 2021 | 2022 | Karriere |
| --------------- | ---- | ---- | ---- | ---- | ---- | ---- | ---- | ---- | ---- | ---- | ---- | ---- | ---- | ---- | ---- | ---- | ---- | ---- | -------- |
| Australian Open | —    | —    | 3    | 3    | 1    | 1    | 1    | 2    | 3    | 3    | 1    | 1    | 3    | 2    | 1    | 3    | 1    | 1    | 3        |
| French Open     | —    | —    | 1    | 1    | 1    | 1    | 2    | 1    | 3    | 2    | 1    | 1    | 1    | 2    | —    | 1    | 1    | Q1   | 3        |
| Wimbledon       | —    | —    | 1    | 1    | 2    | AF   | —    | 3    | 1    | 2    | 2    | VF   | HF   | 3    | VF   |      | 2    | 1    | HF       |
| US Open         | Q1   | 2    | 1    | AF   | 3    | AF   | —    | 3    | 2    | 3    | 1    | 1    | VF   | 1    | 1    | 1    | 1    | 1    | VF       |

Zeichenerklärung: S = Turniersieg; F, HF, VF, AF = Einzug ins Finale / Halbfinale / Viertelfinale / Achtelfinale; 1, 2, 3 = Ausscheiden in der 1. / 2. / 3. Hauptrunde; Q1, Q2, Q3 = Ausscheiden in der 1. / 2. / 3. Qualifikationsrunde; nicht ausgetragen

### Doppel
| Turnier         | 2005 | 2006 | 2007 | 2008 | 2009 | 2010 | 2011 | 2012 | 2013 | 2014 | 2015 | 2016 | 2017 | 2018 | 2019 | 2020 | 2021 | 2022 | Karriere |
| --------------- | ---- | ---- | ---- | ---- | ---- | ---- | ---- | ---- | ---- | ---- | ---- | ---- | ---- | ---- | ---- | ---- | ---- | ---- | -------- |
| Australian Open | —    | —    | —    | 1    | 1    | AF   | —    | —    | —    | 1    | 1    | 2    | AF   | 2    | HF   | AF   | 1    | 2    | HF       |
| French Open     | —    | —    | 1    | AF   | 1    | —    | 1    | —    | —    | 1    | 2    | —    | 2    | 1    | —    | 1    | 1    | —    | AF       |
| Wimbledon       | —    | —    | —    | 1    | 2    | —    | —    | 1    | —    | —    | 2    | 1    | 1    | —    | —    |      | —    | 1    | 2        |
| US Open         | 1    | 1    | VF   | 1    | 2    | —    | —    | 1    | 1    | 1    | HF   | 1    | —    | —    | 1    | —    | HF   | 1    | HF       |

### Mixed
| Turnier         | 2010 | 2011 | 2012 | 2013 | 2014 | 2015 | Karriere |
| --------------- | ---- | ---- | ---- | ---- | ---- | ---- | -------- |
| Australian Open | —    | —    | —    | —    | —    | —    | —        |
| French Open     | —    | —    | —    | —    | —    | —    | —        |
| Wimbledon       | —    | —    | —    | —    | —    | —    | —        |
| US Open         | 1    | —    | —    | —    | —    | F    | F        |